# Domenico Losurdo
Domenico Losurdo (Sannicandro di Bari, 14 de novembro de 1941 — Ancona, 28 de junho de 2018) foi um ensaísta e filósofo marxista italiano. 
É conhecido por sua crítica ao anticomunismo, ao colonialismo, ao imperialismo, ao liberalismo e ao conceito de totalitarismo. Losurdo foi um dos fundadores do Partido Comunista Italiano, onde foi membro do comitê central e militou até o final da vida, apesar de ter pedido por um afastamento das suas tarefas para que pudesse se concentrar na escrita dos seus livros.

## Biografia
Losurdo nasceu em Sannicandro di Bari, região de Puglia, em 1941. Em 1963, obteve o doutorado pela Universidade de Urbino sob a orientação de Pasquale Salvucci com uma tese sobre Johann Karl Rodbertus.

### Carreira
Losurdo foi diretor do Instituto de Ciências Filosóficas e Pedagógicas da Universidade de Urbino, onde ensinou história da filosofia como Decano na Faculdade de Ciências da Educação. Desde 1988, Losurdo foi presidente da Associação Hegeliana Internacional Hegel-Marx para o Pensamento Dialético. Losurdo foi também membro da Sociedade Leibniz de Ciências em Berlim (uma associação na tradição da Academia de Ciências da Prússia de Gottfried Wilhelm Leibniz), bem como diretor da associação político-cultural Marx XXI.

### Militância
Da militância comunista, à condenação do imperialismo americano e ao estudo da questão afro-americana e indígena americana, Losurdo foi também um participante na política nacional e internacional. Durante os anos 1960, Losurdo se juntou a um grupo comunista italiano alinhado com os ideais da China na ocasião da Ruptura sino-soviética que saudavam a Revolução Cultural lançada em 1966 por Mao Zedong. O historiador David Broder descreveu Losurdo como "já entre os mais renomados marxistas italianos a nível internacional, como um historiador rico e partidário da filosofia [...]". O filósofo Daniel Tutt descreveu Losurdo como "um historiador e filósofo marxista de renome" que "foi pioneiro num método distinto de historiografia e história intelectual". Tutt escreveu "Losurdo deixou a sua marca académica em obras filosóficas, bem como estudos históricos de importantes pensadores de John Locke e Hannah Arendt, a estudos biográficos e históricos de Joseph Stalin. A sua bolsa de estudo sobre Hegel e modernidade é considerada uma contribuição exemplar para a investigação académica de Hegel e tem publicado amplamente sobre temas como as conceções da luta de classes ao longo da história e a evolução da não violência na vida política moderna".

## Pensamento
Um Hegeliano treinado e filósofo Marxista, Losurdo foi descrito como um marxista não conformista e heterodoxo bem como um militante comunista. O seu trabalho variou entre contribuições para o estudo da filosofia kantiana (a chamada autocensura de Immanuel Kant e o seu nicodemismo político) e a reavaliação do idealismo alemão clássico, especialmente por G. W. F. Hegel, numa tentativa de repropor o legado na sequência de György Lukács em particular bem como a reafirmação da interpretação do marxismo alemão e não alemão (Antonio Gramsci e os irmãos Bertrando e Silvio Spaventa), com incursões na esfera do pensamento nietzschiano (a leitura de um Friedrich Nietzsche aristocrático radical) e do pensamento heideggeriano, em particular a questão da adesão de Martin Heidegger ao nazismo.
A reflexão filosófico-política de Losurdo, atenta à contextualização do pensamento filosófico no seu próprio tempo histórico, passou em particular dos temas da crítica radical do liberalismo, capitalismo e colonialismo, bem como da conceção tradicional do totalitarismo na perspetiva de uma defesa da dialética marxista e do materialismo histórico, dedicando-se ao estudo do antirrevisionismo na esfera marxista-leninista. Losurdo incluiu as suas obras a história das ideias e preocupou-se com a investigação de questões de história e política contemporâneas, com uma atenção crítica constante ao revisionismo histórico e à controvérsia contra as interpretações de Hannah Arendt, François Furet, Karl Popper e Ernst Nolte. Em particular, Losurdo criticou uma tendência reacionária entre historiadores revisionistas contemporâneos como Nolte (que traçou o impulso por detrás do Holocausto até aos excessos da Revolução Russa) e Furet (que ligou as purgas estalinistas a uma "doença" originária da Revolução Francesa). Segundo Losurdo, a intenção destes revisionistas é erradicar a tradição revolucionária, pois as suas verdadeiras motivações pouco têm a ver com a procura de uma maior compreensão do passado, mas, pelo contrário, ele afirma que esta reside tanto no clima como nas necessidades ideológicas das classes políticas e é mais evidente no trabalho dos revivalistas imperiais de língua inglesa como Niall Ferguson e Paul Johnson. O seu livro de 2015 Guerra e Revolução forneceu uma nova perspetiva sobre as revoluções inglesa, americana, francesa, russa e anticolonial.
Losurdo voltou também a sua atenção para a história política da filosofia alemã moderna de Kant a Karl Marx e o debate que se desenvolveu na Alemanha na segunda metade do século XIX e no século XX, bem como uma reinterpretação da tradição do liberalismo, em particular a partir das críticas e acusações de hipocrisia dirigidas a John Locke pela sua participação financeira no comércio de escravos no Atlântico. Retomando o que Arendt afirmou no seu livro As Origens do Totalitarismo de 1951, Losurdo argumentou que o verdadeiro pecado original do século XX foi o Novo Imperialismo sob a forma de império colonial do final do século XIX, onde o totalitarismo e o internamento se manifestaram pela primeira vez.

## Morte
Losurdo morreu em 28 de junho de 2018, aos 76 anos de idade, devido a um tumor cerebral.

## Obras publicadas em português
- Hegel, Marx e a Tradição Liberal. Editora Unesp, 1998.
- Democracia ou bonapartismo. Editora Unesp, 2004.
- Fuga da História?. Editora Revan, 2004.
- Liberalismo. Entre civilização e barbárie. Editora Anita Garibaldi, 2006.
- Contra-História do Liberalismo. Editora Ideias & Letras, 2006.
- Antonio Gramsci - Do Liberalismo ao Comunismo Crítico. Editora Revan, 2006.
- Nietzsche - O Rebelde Aristocrata. Editora Revan, 2009.
- A Linguagem do Império. Editora Boitempo, 2010.
- Stalin - História crítica de uma lenda negra. Editora Revan, 2010.
- A Não Violência - Uma história fora do mito. Editora Revan, 2012.
- O pecado original do século XX. Editora Anita Garibaldi, 2013.
- A Hipocondria do Antipolítico. Editora Revan, 2014.
- Autocensura e Compromisso no pensamento de Kant. Editora Ideias & Letras, 2015.
- A luta de classes: uma história política e filosófica. Editora Boitempo, 2015.
- Marx e o balanço histórico do século 20. Editora Anita Garibaldi, 2015.
- Nietzsche e a crítica da Modernidade. Editora Ideias & Letras, 2016.
- A Esquerda Ausente. Editora Anita Garibaldi, 2016.
- Guerra e Revolução. Editora Boitempo, 2017.
- O Marxismo Ocidental. Editora Boitempo, 2018.
- Um Mundo Sem Guerras. Editora Unesp, 2018.
- Hegel e a Liberdade dos Modernos. Editora Boitempo, 2019.
- Colonialismo e luta anticolonial: desafios da revolução no século XXI. Editora Boitempo, 2020.

## Artigos
- Per una critica della categoria di totalitarismo na Hermeneutica, 2002, pp. 131-166.
- Para uma crítica da categoria de totalitarismo, tradução de Maryse Farhi para a revista "Crítica marxista" 17, 2003. Uma análise das origens históricas das práticas nazi-fascistas.[29]